# Шихарев, Семён Тарасович
Семён Тарасович Шихарев (13 сентября 1917 — 31 октября 1992) — советский удмуртский писатель, журналист, прозаик и очеркист.

## Биография
Родился в 1917 году в деревне Сизьгурт (Дятлево) ныне Алнашского района Удмуртии. Учился в Алнашской средней школе.
С 1936 года, с 19 лет — и до выхода на пенсию, — работал литературным сотрудником районной газеты «Алнашский колхозник».
Участник Великой Отечественной войны, награждён орденом Отечественной войны II степени (1985).
Журналистская деятельность отмечена Почётными грамотами Президиума Верховного Совета Удмуртской АССР.
Умер в 1992 году.

## Творчество
Семён Тарасович, будучи уже в преклонном возрасте, писал воспоминания о пережитом, о современниках, но самое главное — создавал хорошие охотничьи рассказы для детей.— литературовед З. А. Богомолова, 2003 год
Начинал со стихов — первое стихотворение было опубликовано на страницах алнашской газеты в 1932 году, стихи печатались и в республиканской газете «Удмурт коммуна».
После войны активно публиковался в газетах и журналах Удмуртии («Советская Удмуртия», «Удмуртская правда», «Молот») и в коллективных сборниках.
Автор ряда очерков по вопросам колхозной жизни, один из которых — «Картофка — колхозлэн узырлыкез» («Картофель- богатство колхоза») издан отдельной книгой.
Выступил с серией охотничьих рассказов, составивших сборник «Пилемъёс сэрттисько» («Тучи рассеиваются») изданный в 1960 году, став основоположником этого жанра в удмуртской литературе.
Также автор сборников рассказов «Пушнер веник» («Крапивный веник») и «Лысву вылтй» («По росе»).
Рассказы о подвигах земляков в годы войны составили сборники «Тае ум вунэтэ» («Это не забудем») и «Улонэн кулон вискын» («Между жизнью и смертью»).
На русском языке в переводе Н. П. Кралиной в 1964 году отдельной книгой вышел рассказ «Мина».
Библиография:

- Картофка — колхозлэн узырлыкез: Очерк.- Ижевск, 1959.-23 с.
- Пилемъёс сэрттйсько: Веросъёс.- Ижевск, 1960.- 136 с.
- Мина / Авториз. пер. с удмурт. Н. П. Кралиной. — Ижевск: Удмуртия, 1964. — 28 с.
- Тае ум вунэтэ: Веросъёс.- Ижевск, 1965.-96 с.
- Пушнер веник: Веросъёс.- Ижевск, 1968.- 76 с.
- Лысву вылтй: Веросъёс.- Ижевск, 1982.- 88 с.
- Трокай агай: Худож.-док. повесть // Молот. — 1989. — № 3. — стр. 27-40; № 4. — стр. 12-22.
- Трофим Борисов: Очерк о политике, журналисте, враче. — Ижевск: Удмуртия, 1990. — 62 с.
- Улонэн кулон виськын: Война сярысь тодэ ваенъес, худож.-док. повесть, кылбуръес.- Ижевск,1993.- 150 с.